# Arroyo del Alamillo
Arroyo del Alamillo este o arie protejată (arie specială de conservare — SAC, sit de importanță comunitară — SCI) din Spania întinsă pe o suprafață de 53,24 ha, integral pe uscat.

## Localizare
Centrul sitului Arroyo del Alamillo este situat la coordonatele 37°19′42″N 7°20′36″W / 37.3282°N 7.3434°V.

## Înființare
Situl Arroyo del Alamillo a fost declarat sit de importanță comunitară în aprilie 1999 pentru a proteja 2 specii de plante și 9 specii de animale. Situl a fost protejat și ca arie specială de conservare în martie 2015.

## Biodiversitate
Situată în ecoregiunea mediteraneană, aria protejată conține 5 habitate naturale: Galerii și tufărișuri riverane sudice (Nerio-Tamaricetea și Securinegion tinctoriae), Tufărișuri halofile mediteraneene și termo-atlantice (Sarcocornetea fruticosi), Dehesas cu Quercus spp. perene, Fânețe de joasă altitudine (Alopecurus pratensis, Sanguisorba officinalis), Pajiști umede mediteraneene cu ierburi înalte de Molinio-Holoschoenion.
La baza desemnării sitului se află mai multe specii protejate:
- plante (2): Marsilea batardae, Marsilea strigosa
- păsări (3): dropie (Otis tarda), Pterocles orientalis, spârcaci (Tetrax tetrax)
- amfibieni (1): Discoglossus galganoi
- mamifere (2): vidră de râu (Lutra lutra), râs iberic (Lynx pardinus)
- pești (1): Anaecypris hispanica
- reptile (2): țestoasa de baltă (Emys orbicularis), Mauremys leprosa

Pe lângă speciile protejate, pe teritoriul sitului au mai fost identificate 1 specie de plante, 2 specii de amfibieni, 1 specie de pești.